# Hrușka, Uleanovka
Hrușka (în ucraineană Грушка) este localitatea de reședință a comunei Hrușka din raionul Uleanovka, regiunea Kirovohrad, Ucraina.

## Demografie
Componența lingvistică a localității Hrușka
     Ucraineană (98,7%)
     Alte limbi (1,17%)
Conform recensământului din 2001, majoritatea populației localității Hrușka era vorbitoare de ucraineană (98,7%), existând în minoritate și vorbitori de alte limbi.